# Herta Müller
Herta Müller (sinh 17 tháng 8 năm 1953) là một nhà văn, nhà thơ người Đức sinh tại România. Bà nổi tiếng với những tác phẩm miêu tả cuộc sống khó khăn ở Romania dưới chế độ cộng sản của Nicolae Ceauşescu. Năm 2009, Herta Müller được Viện Hàn lâm Thụy Điển trao giải Nobel Văn học với lời nhận xét "người, với sự tập trung, cô đọng của thơ ca và sự thẳng thắn của văn xuôi, đã miêu tả phong cảnh của mảnh đất bị tước quyền sở hữu".

## Tiểu sử
Herta Müller sinh ngày 17 tháng 8 năm 1953 tại Timiş, Romania trong một gia đình nông dân thuộc dân tộc Đức. Cha của bà từng phục vụ trong lực lượng Waffen-SS và mẹ của bà từng ở trong những trại lao động của Xô Viết thời kỳ sau Chiến tranh thế giới thứ hai. Herta Müller theo học nghiên cứu tiếng Đức và văn học Romania tại Đại học Timişoara.
Trong thập niên 1970, Herta Müller đã bị đuổi việc phiên dịch vì không chịu cộng tác với Securitate, bộ Công an của chính quyền cộng sản Romania. Sau đó, bà làm giáo viên mẫu giáo và dạy tư tiếng Đức. Cuốn sách đầu tay của bà là tập truyện ngắn Niederungen, xuất bản bằng tiếng Đức tại Romania năm 1982, nhưng dưới hình thức bị kiểm duyệt. Bản đầy đủ của cuốn sách được xuất bản tại Tây Đức năm 1984. Herta Mueller bắt đầu viết, khi những cuộc nói chuyện về tình hình trong một hệ thống độc tài toàn trị của chủ tịch Romania Nicolae Ceaușescu trở nên nguy hiểm. Trong bài nói chuyện khi nhận giải Nobel ở Stockholm, bà ta đã nói, bà muốn dùng những bài viết mình để mà diễn tả, các chế độ độc tài đã cướp đi những nhân phẩm của con người như thế nào. Bà đã phản ứng đối với sự sợ hãi trước một cái chết vì khao khát sự sống, và bị chính phủ Ceaușescus theo dõi, vì bà đã từ chối, không chịu làm chỉ điểm cho họ.
Sau khi bị chính quyền Romania từ chối cấp giấy phép để được di cư sang Tây Đức vào năm 1985, Herta Mueller cuối cùng được phép rời nước vào năm 1987, sau khi bà ta bị công an hâm doạ thủ tiêu vì những chỉ trích chính phủ một cách kín đáo. Tại Tây Đức, bà tiếp tục lên tiếng chống lại sự đàn áp và hợp tác với chính quyền. Bà cũng đã chỉ trích các nhà văn Đông Đức từng cộng tác với công an. Hiện nay, bà sống tại thủ đô Berlin.
Trong sự nghiệp văn chương của mình, Herta Müller đã giành được nhiều giải thưởng danh giá. Cuốn tiểu thuyết Herztier đã đem lại cho Müller giải Kleist, giải Frankz Kafka và giải Impac. Bà cũng từng nhận giải Roswitha vào năm 1990, giải Aristeion vào năm 1995, huy chương Carl Zuckmayer vào năm 2002. Từ năm 1995, Herta Müller còn là thành viên của Viện Hàn lâm Ngôn ngữ và Thơ ca Đức (Deutsche Akademie für Sprache und Dichtung).
Ngoài Herztier, Herta Müller còn có một số tác phẩm nổi tiếng khác như tập truyện ngắn Niederungen (1982), Der Mensch ist ein großer Fasan auf der Welt (1986), Der Teufel sitzt im Spiegel (1991), Der Wächter nimmt seinen Kamm (1993), Heute wär ich mir lieber nicht begegnet (1997).

## Tác phẩm
- Niederungen. – Bukarest: Kriterion-Verlag, 1982; Berlin: Rotbuch-Verlag, 1984
- Drückender Tango: Erzählungen. – Bukarest: Kriterion-Verlag, 1984; Reinbek bei Hamburg: Rowohlt, 1996
- Der Mensch ist ein groβer Fasan auf der Welt: Roman. – Berlin: Rotbuch-Verlag, 1986
- Barfüβiger Februar: Prosa. – Berlin: Rotbuch-Verlag, 1987
- Reisende auf einem Bein. – Berlin: Rotbuch-Verlag, 1989
- Der Teufel sitzt im Spiegel. – Berlin: Rotbuch-Verlag, 1991
- Der Fuchs war damals schon der Jäger: Roman. – Reinbek bei Hamburg: Rowohlt, 1992
- Eine warme Kartoffel ist ein warmes Bett. – Hamburg: Europäische Verlagsanstalt, 1992
- Der Wächter nimmt seinen Kamm: vom Weggehen und Ausscheren. – Reinbek bei Hamburg: Rowohlt, 1993
- Herztier: Roman. – Reinbek bei Hamburg: Rowohlt, 1994
- Hunger und Seide: Essays. – Reinbek bei Hamburg: Rowohlt, 1995
- In der Falle. – Göttingen: Wallstein-Verlag, 1996
- Heute wär ich mir lieber nicht begegnet. – Reinbek bei Hamburg: Rowohlt, 1997
- Der fremde Blick oder Das Leben ist ein Furz in der Laterne. – Göttingen: Wallstein-Verlag, 1999
- Im Haarknoten wohnt eine Dame. – Reinbek bei Hamburg: Rowohlt, 2000
- Heimat ist das, was gesprochen wird. – Blieskastel: Gollenstein, 2001
- Der König verneigt sich und tötet. – München: Hanser, 2003
- Die blassen Herren mit den Mokkatassen. – München: Hanser, 2005
- Atemschaukel: Roman. – München: Hanser, 2009
- Immer derselbe Schnee und immer derselbe Onkel, 2011